# Wolf Frobenius
 Wolf Frobenius (* 1. Juni 1940 in Speyer; † 4. Juli 2011 in Saarbrücken) war ein deutscher Musikwissenschaftler und Hochschullehrer, der an der Universität des Saarlandes lehrte.

## Leben
Wolf Frobenius studierte von 1960 bis 1968 Musikwissenschaft, Kunstgeschichte und Geschichte an der Universität Freiburg im Breisgau (mit zwei Auslandssemestern an der Universität Paris), wo er 1968 mit einer Arbeit zu Johannes Boens zum Dr. phil. promovierte. Von 1968 bis 1988 war er wissenschaftlicher Mitarbeiter am Handwörterbuch der musikalischen Terminologie (wofür er 24 Artikel verfasste) und bearbeitete die DFG-Projekte Terminologie für Rhythmus und Notation der Mensuralmusik (1969–1975), Terminologie der musikalischen Zeitorganisation (1975–1978) und Bezeichnungen der Arten des mehrst. Satzes (1978–1979), aus denen zahlreiche begriffsgeschichtliche Monographien hervorgingen.
Von 1971 bis 1988 war er Lehrbeauftragter an der Universität Freiburg im Breisgau. Nach seiner Habilitation (1988) wurde er Professor an der Universität des Saarlandes. Frobenius forschte über die frühen Anfänge der Musik und war im Gebiet der frühen Mehrstimmigkeit tätig. Von ihm stammt ein Artikel über die Musik des Mittelalters im Lexikon Die Musik in Geschichte und Gegenwart. Genauso wie die Anfänge der Musik interessierte ihn, welche Klangwelten die Neue Musik erschloss. Seine Forschungsschwerpunkte bildeten die Musik und Musiktheorie des Mittelalters und des 20. Jahrhunderts. Er galt als Experte für Robert Schumann sowie die Neuere Musik.
Frobenius verstarb am 4. Juli 2011 im Alter von 71 Jahren in Saarbrücken. Kurz vorher war er noch als Herausgeber des Bandes Musik des Mittelalters und der Renaissance zusammen mit Rainer Kleinertz und Christoph Flamm im Georg Olms Verlag in Erscheinung getreten. Zu seinen Ehren wurde ein Gedenkvortrag abgehalten, bei dem Rob C. Wegman aus Princeton über die Paradoxa in der Überlieferung von Organa dupla der Notre-Dame-Epoche referierte.

## Werke

### Ganzschriften
- Johannes Boens Musica und seine Konsonanzlehre. (Dissertation, Freiburg im Breisgau 1968) Stuttgart 1971. (= Freiburger Schriften zur Musikwissenschaft, Band 2.)
- Carmen Maria Carnecis „Trojtza für 15 Spieler“ (1989/90). Zur Genese des Stückes. Saarbrücken 1995.

### Artikel und Aufsätze
- 21 begriffsgeschichtliche Monographien in HMT, 1.–16. Auslieferung (1972–1989)
- Zur Datierung von Francos Ars cantus mensurabilis, in: AfMw 27, 1970, S. 122–127
- Über das Zeitmaß Augenblick in Adornos Kunsttheorie, in: AfMw. 34, 1979, S. 279–304
- Politisierung der Ästhetik zwecks Ästhetisierung der Politik. Zur Funktion der Musik im Dritten Reich, in: Freiburger Universitätsblätter 68, 1980, S. 49–56
- Krenek und Ockeghem, in: Ernst Krenek von O. Kolleritsch, Wien/Graz 1982, (=Studien zur Wertungsforschung 15) S. 152–173
- Bartók und Bach, in: AfMw 41, 1984, S. 54–67
- Petrus de Cruces Motette „Aucun ont trouvé chant par usage/Lonc tans me sui tenu de chanter/ANNUNTIANTES“. Frz. Motettenkompos. um 1300, in: Fs. H. H. Eggebrecht, Hg. von W. Breig / R. Brinkmann / E. Budde, Stuttgart 1984, S. 29–39 (=BzAfMw 23)
- Zum genetischen Verhältnis zwischen Notre-Dame-Klauseln und ihren Motetten, in: AfMw 44, 1987, S. 1–39
- Numeri armonici. Die Zahlen der Timaios-Skala in der Mth. des 14. Jh., in: Kontinuität und Transformation der Antike im MA., Hg. von W. Erzgräber, Sigmaringen 1989, S. 245–260
- Der Musiktheoretiker von Köln, in: Die Kölner Univ. im MA., Hg. von A. Zimmermann, Berlin. 1989 (=Miscellanea mediaevalia 20), S. 345–356
- Gottfried Michael Koenig als Theoretiker der seriellen Musik, in: Gottfried Michael Koenig, hrsg. von H.-K. Metzger / R. Riehn, München 1989 (=Musik-Konzepte 66), S. 77–104
- Methoden und Hilfsmittel ma. Mth. und ihr Vokabular, in: Méthodes et instruments du travail intellectuel au moyen âge. Études sur le vocabulaire, Hg. von O. Weijers, Turnhout 1990 (=CIVICIMA. Études sur le vocabulaire intellectuel du moyen âge 3), S. 121–136
- Die Motette (13. Jh.), in: Die Musik des Mittelalters, Hg. von H. Möller u. R. Stephan, Laaber 1991 (=NHdb 2), S. 272–294
- Zur Begriffsgeschichte von „Akademie“, in: Fs. W. Braun, hrsg. von W. Frobenius, N. Schwindt-Gross u. Th. Sick, Saarbrücken 1993(=Saarbrücker Studien zur Musikwissenschaft. N. F. 7), S. 11–30
- Ars antiqua, in: MGG2, Sachteil (1994)
- Cantus coronatus, in: MGG2, Sachteil (1995)
- La Ballade pour piano op. 10 Nr. 1 de Johannes Brahms, in: Ostinato rigore 10, 1997, S. 125–136
- Luigi Nonos Streichquartette. „Fragmente – Stille, An Diotima“, in: AfMw 54, 1997, S. 177–193
- Schumann in der Musik nach 1950, in: Robert Schumann: philologische, analytische, sozial- und rezeptionsgeschichtliche Aspekte, Hg. von W. Frobenius u. a., Saarbrücken 1998 (=Saarbrücker Stud. zur Mw. N.F. 8), S. 199–218
- Tempo (von der Zeit Beethovens bis zur Gegenwart), in: MGG2, Sachteil (1998)
- La Genèse du premier mouvement du premier Concerto pour piano de Brahms: observations sur le ms. autographe, in: Ostinato rigore 13, 1999, S. 67–74
- György Ligeti und der Serialismus, in: Zwischen Volks- und Kunstmusik. Aspekte der ungarischen Musik, Hg. von Stefan Fricke, W. Frobenius, Sigrid Konrad & Theo Schmitt, Saarbrücken 1999, S. 162–167
- John Cage und sein Orchesterstück 103 (1991), in: AfMw 56, 1999, S. 146–157
- Musikalische Kompositionen – eine Errungenschaft der französischen Musikkultur", in: Die französische Kultur – interdisziplinäre Annäherungen, hrsg. von H.-J. Lüsebrink, St. Ingbert 1999 (=Annales Univ. Saraviensis 12), S. 27–49
- Josquins Chanson Plus nulz regrets. Quellenkritik und Analyse, in: Festschrift W. Braun, hrsg. von B.R. Appel, K.W. Geck u. H.Schneider, Saarbrücken 2001 (=Saarbrücker Stud. zur Mw. N. F. 9), S. 431–453
- Polyphony (Western), in: New GroveD (2001)
- Textdeklamation in Schönbergs Erwartung, in: Studien und Materialien zur Vokalmusik des 20. Jahrhunderts. Hg. von Chr. Rolle u. H. Schneider, Regensburg, ConBrio-Verlag 2004
- „Plourés, dames“. Zur Balladenmelodik Machauts, in: Festschrift Herbert Schneider, hrsg. von Michelle Biget-Mainfroy und Rainer Schmusch, Hildesheim 2007, S. 137–148.
- Zwei Geistliche Gesänge aus Hugo Wolfs Spanischem Liederbuch und ihre Bearbeitung durch Igor Strawinsky, in: Das österreichische Lied und seine Ausstrahlung in Europa, hrsg. von Pierre Béhar und Herbert Schneider, Hildesheim 2007, S. 367–381.
- „Wuchsform“ Ein Begriff von Rudolf Schwarz in Anton Weberns Analyse seines Streichquartetts op.28 von 1939, in: Sprachen der Kunst, Festschrift Klaus Güthlein, hrsg. Lorenz Dittmann u. a., Worms 2007, S. 265–276.
- Zur musikalischen Form von Dufays „Vergene bella“, in: Musik des Mittelalters und der Renaissance. Festschrift Klaus-Jürgen Sachs zum 80. Geburtstag, hrsg. von Rainer Kleinertz, Christoph Flamm und Wolf Frobenius (Studien zur Geschichte der Musiktheorie 8), Hildesheim 2011, S. 331–336